# Zewnątrzsterowność
Zewnątrzsterowność – cecha osobowości przejawiająca się poleganiem na innych osobach, zależności od ich decyzji i od innych sił zewnętrznych. Jest ona przeciwstawiana wewnątrzsterowności. Polskie słowo "zewnątrzsterowność" jest tłumaczeniem z języka angielskiego dwóch odrębnych terminów z zakresu nauk społecznych: "other-direction" Davida Riesmana oraz "outer containment" Waltera Recklessa. Terminy te nie powinny być mylone.

## Zewnątrzsterowność u Davida Riesmana
Zewnątrzsterowność (other-direction) jest u Riesmana pewnym typem osobowości opisanym w pracy Samotny tłum (1950). Jest on charakterystyczny dla współczesnych społeczeństw postprzemysłowych, dysponujących dużą ilością wolnego czasu i dóbr materialnych, a dzięki temu zdolnych do  rozrzutnej „luksusowej” konsumpcji.
Typ zewnątrzsterowny przeważa wśród młodzieży, mieszkańców większych miast oraz osób o wysokich dochodach. Ludzie żyją tu tak jak "nakazują" im inni by zdobyć akceptację i stać się lubianym. Zewnątrzsterowność cechuje się uczuleniem na oczekiwania i preferencje innych. Człowiek zewnątrzsterowny „podbija ludzi”, żyje wśród ludzi, musi umieć porozumiewać się z innymi. Często zatraca pewność kim właściwie jest i dokąd zmierza. Ma wiele twarzy i zmienia je w zależności od okoliczności. Jest głodny nowych doświadczeń, boi się, żeby nie zostać w tyle. Często jest niepewny, zaniepokojony, ocenia się zbyt surowo i żyje w świecie złudzeń, które nie są w stanie dorównać rzeczywistości. 

## Zewnątrzsterowność u Waltera Recklessa
Zewnątrzsterowność (outer containtment) u Waltera Recklessa jest częścią jego teorii kontroli społecznej. Czasami utożsamiana jest błędnie z teorią poczucia umiejscowienia kontroli, nie jest jednak z nią tożsama, jako że odnosi się jedynie do opisu funkcjonowania ludzi wewnątrz/zewnątrzsterownych, bez wyraźnego akcentowania procesów atrybucyjnych, leżących u podłoża tych zachowań.
W przypadku człowieka zewnątrzsterownego czynniki zewnętrzne (takie jak nacisk społeczny, rozkazy, sugestie, wskazówki innych ludzi, nagrody, kary, instytucje) są głównym sprawcą zachowań i przekładają się bezpośrednio na jego zachowanie.
Osoba zewnątrzsterowna jest zwykle podporządkowana, często zachowuje się konformistycznie, oczekuje że inni będą podejmować za nią decyzje, jest bierna i trudno toleruje niejednoznaczności. Zwykle jest lojalna wobec tych, którzy nią kierują, niezwykle posłuszna wobec władzy, ale jednocześnie mało twórcza. Ludzie zewnątrzsterowni mają skłonność do spostrzegania świata jednowymiarowo ("biało-czarno"). Zewnątrzsterowność idzie także w parze ze skłonnością do traktowania innych (np. wychowywania dzieci) poprzez kontrolę i wymaganie posłuszeństwa.